# Mastixia
Mastixia é um género botânico pertencente à família Cornaceae No sistema APG é colocado na família Nyssaceae.

## Espécies
- Mastixia arborea (Wight) C.B.Clarke
- Mastixia caudatilimba C.Y.Wu ex Soong
- Mastixia congylos Kosterm.
- Mastixia cuspidata Blume
- Mastixia eugenioides K.M.Matthew
- Mastixia euonymoides Prain
- Mastixia glauca K.M.Matthew
- Mastixia kaniensis Melch.
- Mastixia macrocarpa K.M.Matthew
- Mastixia microcarpa Y.C.Liu & H.Peng
- Mastixia montana Kosterm.
- Mastixia nimalii Kosterm.
- Mastixia octandra K.M.Matthew
- Mastixia parviflora H.Zhu
- Mastixia pentandra Blume
- Mastixia rostrata Blume
- Mastixia tetrandra (Wight ex Thwaites) C.B.Clarke
- Mastixia tetrapetala Merr.
- Mastixia trichophylla W.P.Fang ex Soong
- Mastixia trichotoma Blume